# حيرام تشيس
حيرام تشيس (بالإنجليزية: Hiram Chase)‏ هو محامي أمريكي، ولد في 9 سبتمبر 1861، وتوفي في 3 ديسمبر 1928.